# Mogurnda spilota
Mogurnda spilota là một loài cá thuộc họ Cá bống đen. Nó là loài đặc hữu của Lake Kutubu thuộc hệ thống sông Kikori, Papua New Guinea.